# Union (автомобиль)
Union (рус. Юнион) — автомобиль, различные модификации которого были разработаны Джоном Уильямом Ламбертом. Производился Union Automobile Company с 1902 по 1905 год. Компания принадлежала Buckeye Manufacturing Company и была создана специально для производства данного автомобиля.
История создания автомобиля берёт своё начало с 1891 года, когда Ламберт разработал трехколесный бензиновый багги Buckeye. В последствии Ламберт существенно модифицировал свой автомобиль, добавив дополнительное колесо, более мощный двигатель и новую трансмиссию. Было выпущено 325 автомобилей различных модификаций, после чего производство завершилось. На замену пришли более модернизированные автомобили Lambert.

## Разработка
Union был модифицированной разработкой предыдущего одноцилиндрового автомобиля, который Ламберт начал производить в 1891 году в Юнионе, штат Огайо. В 1898, 1900 и в 1901 году выпускались экспериментальные модели. Модель 1901 года стала первой, где использовалась новая трансмиссия Ламберта.
Ламберт, у которого было более шестиста патентов на автомобильные детали, добился выгодных концессий от торговой палаты Юнион-Сити в обмен на то, что автомобиль будет назван в честь города.
Автомобиль собирался из деталей, изготовленных на заводе Buckeye в Андерсоне, штат Индиана. Union был запущен в производство в 1902 году и ежегодно улучшался. В 1903 году двигатель, который состоял из пары противолежащих цилиндров размером 6 x 4 дюйма (100 мм), был перемещён с передней части, где был изначально, на заднюю часть. В 1904 и 1905 годах выпускались пятиместные модели с тонно. Модель 1904 года имела двигатель мощностью 10 лошадиных сил, в следующем году компания выпустила версии мощностью 12 и 16 лошадиных сил.

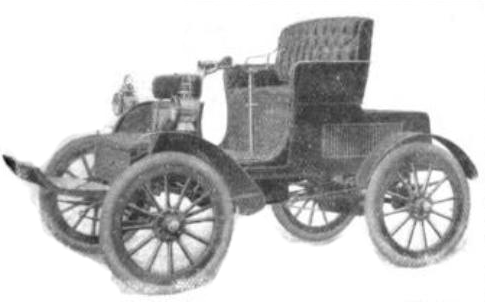
Туристическая модель 1902 года
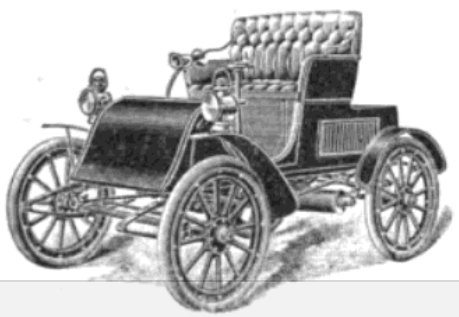
Малолитражка 1903 года

## Технические характеристики
Водитель автомобиля управлял рулём правой рукой, а рычагом переключения скоростей, который имел две скорости для движения вперёд и одну для движения назад, — левой. В зависимости от скорости, обороты двигателя варьировались от 150 до 1500 в минуту. Максимальная скорость составляла 20 миль в час (32 км/ч). Бензобак находился в спинке сиденья, имел ёмкость, достаточную для пробега от 125 миль (200 км) до 150 миль (240 км). Левая нога водителя управляла ручным тормозом, переключая систему трансмиссии на задний ход, она работала как аварийный тормоз. Эта новая система, соединяемая двойной цепью с задними колёсами, была безредукторной, что устраняло резкие движения, связанные с переключением передач.
На автомобиль ставился четырёхтактный бензиновый двигатель, разработанный Ламбертом. Он работал на сухих аккумуляторных батареях, имел два оппозитных цилиндра, которые первоначально давали восемь лошадиных сил. Оба цилиндра действовали на один коленчатый вал, балансируя работу. После запуска электрический магнето-генератор зажигал бензин в цилиндрах, чтобы поддерживать работу двигателя. Шестерня от распределительного вала приводила в действие циркуляционный насос, который охлаждал двигатель водой с помощью большого змеевика радиатора.
Автомобиль с колесной базой 6 футов (1,8 м) и колеей оси 56 дюймов (1400 мм) был оснащён колёсами диаметром 34 дюйма (860 мм), пневматическими шинами шириной 3,5 дюйма (89 мм) и эмалированным покрытием. Для вечернего путешествий были дополнительные брызговики из листовой стали и керосиновые масляные лампы. В 1902 и 1903 годах было предусмотрено переднее сиденье для двух человек, которое можно было разложить, и затем автомобиль использовался как четырехместная малолитражка. На то время она стоила 1250 долларов с возможностью установки сиденья обращенного назад за 25 долларов, которое добавляло два дополнительных места.

## Конец производства
Последней модификацией, которую выпустила компания Union, стала модель Е 1905 года. Автомобиль был оснащён съёмным кузовом-тонно с боковым входом, вмещающим трёх человек. Внутри автомобиль имел высокого уровня обивку: натуральная кожа использовалась в сочетании с мягким изоляционным материалом, пружины были как в сидениях, так и на спинке. Модель Е могла вмещать до пяти человек и была оснащена двумя масляными лампами, звуковым сигналом и необходимыми инструментами для обслуживания. Общая стоимость составляла 1200 долларов США или 1125 долларов без тонно.

Model E 1905
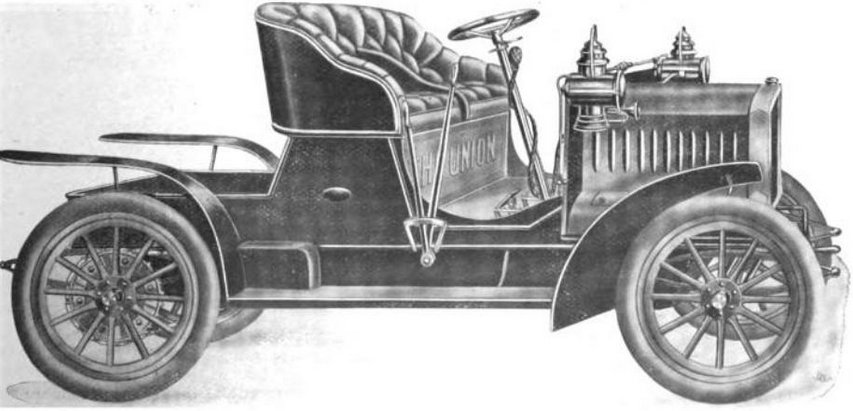
Без кузова
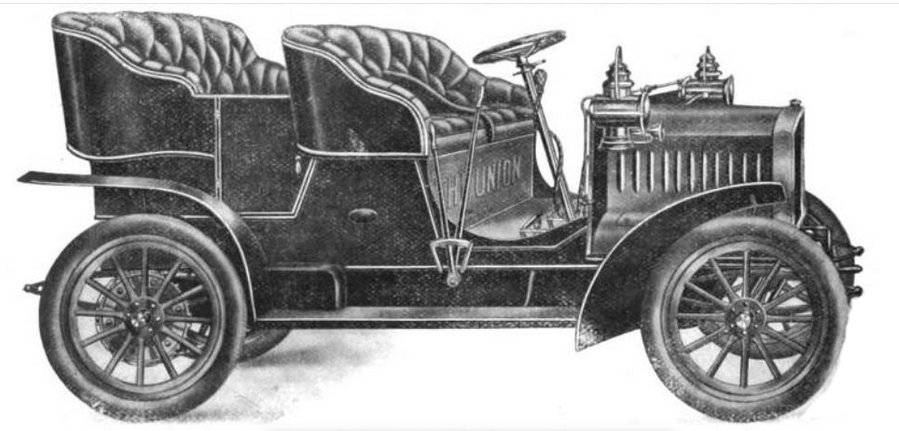
Тонно
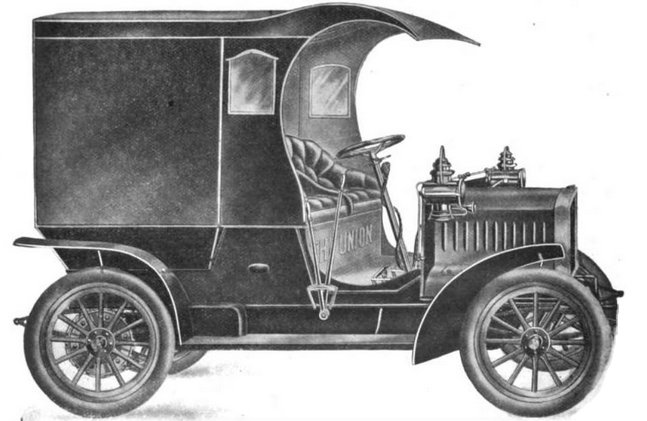
Фургон

Выпуск автомобилей «Юнион» был перенесён из Юнион-Сити в Андерсон в 1905 году. В конце года автомобиль был модернизирован, а название изменено на «Ламберт». Этим закончилась эра «Юнионов». Всего с 1902 по 1905 год было произведено 325 автомобилей (25 в 1902 году, 50 в 1903 году, 100 в 1904 году, 150 в 1905 году).